# Cold Blow and the Rainy Night
Cold Blow and the Rainy Night è il terzo album del gruppo musicale irlandese Planxty, pubblicato nel 1974. Al gruppo si aggrega il polistrumentista Johnny Moynihan.

## Tracce
Lato A
1. Johnny Cope – 5:16 (Tradizionale, arrangiamento; Planxty)
2. Polkas – 3:07 (Tradizionale, arrangiamento; Planxty)
3. Cold Blow And The Rainy Night. – 2:40 (Tradizionale, arrangiamento; Planxty)
4. "P" Stands for Paddy, I Suppose – 4:36 (Tradizionale, arrangiamento; Planxty)
5. Reels – 3:47 (Tradizionale, arrangiamento; Planxty)
6. Bâneasâ's Green Glade – 5:58 (Andy Irvine)
7. Mominsko Horo – 3:17 (Tradizionale, arrangiamento; Andy Irvine, Dónal Lunny)

Durata totale: 28:41
Lato B
1. The Little Drummer (Tradizionale, arrangiamento; Planxty)
2. The Lakes of Pontchartrain – 5:48 (Tradizionale, arrangiamento; Planxty)
3. Jigs – 4:22 (Tradizionale, arrangiamento; Planxty)
4. The Green Fields of Canada – 6:55 (Tradizionale, arrangiamento; Planxty)

Durata totale: 17:05

## Musicisti
- Christy Moore - bodhrán, chitarra, harmonium
- Liam O'Flynn - uilleann pipes, tin whistle
- Andy Irvine - dulcimer, hurdy gurdy, mandola, mandolino
- Johnny Moynihan - bouzouki, fiddle, tin whistle
- Donal Lunny - bodhrán, bouzouki, chitarra, organo portative